# Església Evangèlica de Castelldefels
L'Església Evangèlica de Castelldefels és un edifici inaugurat el 26 d'abril de 2014, tot i que la comunitat hi és establerta des de l'any 1945. L'acte va comptar amb l'alcalde de la ciutat, Manuel Reyes, i el director general d'Afers Religiosos, Enric Vendrell. L'edifici és obra de l'arquitecte Jon Tugores. L'actual pastor és Daniel Requena, fill de l'ex pastor de l'església, Juan Requena. També hi han participat el president de la Federació d'Esglésies Evangèliques Independents d'Espanya (FIEIDE), Manel Rodríguez, i l'expresident de la Federació d'Entitats Religioses Evangèliques d'Espanya (FEREDE), Daniel Rodríguez.